# Mbaba Mwana Waresa
Mbaba Mwana Waresa è la dea della fertilità della religione zulu. Governa sui campi e sull'agricoltura, sulla pioggia e sull'arcobaleno, sui prodotti della terra, come la birra, e sulle acque (non marine). Vive nel cielo, oltre le nuvole, in una capanna fatta di archi di arcobaleno. La leggenda racconta che, in cerca di un marito, decise di cercarlo fra i mortali invece che fra i suoi pari. Per metterlo alla prova, assunse un aspetto orribile e gli mandò una splendida sposa, ma l'uomo non si fece ingannare e la riconobbe subito, rifiutando la splendida donna che gli era stata offerta. Così i due si sposarono e lei portò il suo sposo a vivere con lei sopra le nuvole.